# Jakub Rebelka
Jakub Rebelka (ur. 31 lipca 1981) – polski autor komiksów, absolwent Wydziału Malarstwa Akademii Sztuk Pięknych w Gdańsku (dyplom w pracowni prof. Teresy Miszkin obroniony w 2008 r.).

## Życiorys
Dwukrotny laureat małego Grand Prix dla twórców poniżej 16 roku życia na Ogólnopolskim Konwencie Twórców Komiksu w Łodzi. W roku 2000 razem z Benedyktem Szneiderem zdobyli I nagrodę na Międzynarodowym Festiwalu Komiksu w Łodzi za komiks z serii Oskar. Jego prace wielokrotnie pojawiły się na łamach m.in. AQQ, Komiks Forum, Czerwonego Karła, Antologii Polskiego Komiksu. Od 2009 r. tworzy wspólnie ze scenarzystą Dennisem Wojdą komiks publikowany w magazynie parentingowym Kikimora.

## Publikacje komiksowe
- Doktor Bryan – Kultura Gniewu/Zin Zin Press, 2002
- Ballada o Edwardzie – Graficon, 2003
- Doktor Bryan 2. Archipelag duszy – Kultura Gniewu, 2005
- Ester i Klemens. Trzy głowy profesora Muri – Kultura Gniewu, 2007
- Dick4Dick. Harem Zordaxa – Kultura Gniewu, 2009
- Element Chaosu – Kultura Gniewu/BWA Jelenia Góra, 2010
- La Cité des Chiens – Akileos, 2015 (polskie wydanie jako Miasto Psów – Kultura Gniewu, 2016[3])

## Wystawy
- 2010 - "Element Chaosu", wystawa indywidualna, BWA Jelenia Góra[4]
- 2010 - "Element Chaosu", wystawa indywidualna, Studio BWA Wrocław[5]
- 2010 - "Czas na komiks", BWA Jelenia Góra[6][7]
- 2010 - "Czas na komiks", BWA Zielona Góra[8]
- 2011 - "Czas na komiks", Studio BWA Wrocław[9]
- 2011 - "Czas na komiks", Galeria Instytutu Polskiego w Bratysławie[10]
- 2011 - "Czas na komiks", Galeria Bielska BWA[11]
- 2011 - "Czas na komiks", Wałbrzyska Galeria Sztuki Biuro Wystaw Artystycznych "Zamek Książ"
- 2011 - "Wystawa komiksu polskiego w Tokio"[12]
- 2011 - "Czas na komiks", MFKiG Łódź
- 2012 - "Czas na komiks", MBWA Leszno[13]
- 2012 - "Apokalipsa: What the Hell?!" Międzynarodowy Festiwal Sztuki Wizualnej inSPIRACJE, Szczecin[14]
- 2012 - "Czas na komiks", Galeria Sztuki im. Jana Tarasina w Kaliszu
- 2016 - "Magma. La Bande Dessinée Polonaise contemporaine", Lieu d’Europe, Strasbulles – Festival Européen de la Bande Dessinée, Strasbourg[15]
- 2017 – "Komiksowa Polska", Stockholm International Comics Festival[16]
- 2022 – "La bande dessinée polonaise au Festival d'Angoulême", Angoulême[17]